# 横江文憲
横江 文憲（よこえ ふみのり、1949年 - ）は、日本の写真評論家、写真史家。東京学芸大学非常勤講師、女子美術大学非常勤講師。

## 来歴
香川県生まれ。1974年に日本大学芸術学部写真学科卒業後、1975年から1977年にかけてパリ第一大学へ留学し、1978年に日本大学芸術研究所を修了している。
セゾン美術館（西武美術館、1981年9月〜1989年3月）、東京都写真美術館（1990年の一次開館時から1999年3月まで。実際には、東京都写真美術館設置準備室から）、東京都庭園美術館（1999年4月〜2005年3月）の学芸員を歴任し、2005年12月現在は東京都美術館の学芸員となっている。
1985年のつくば写真美術館'85の企画にも参加した。

## 主要著書等
- ヨーロッパの写真史（白水社、1997年）
- ユトリロと古きよきパリ（井上輝夫・熊瀬川紀と共著、新潮社とんぼの本、1985年）
- アジェ -- 巴里という都市のポートレイト（『写真家の時代2 記憶される都市と時代』（大島洋監修）所収、洋泉社、1994年）
- ウジェーヌ・アジェ -- 開かれゆく20世紀のパリ（『ウジェーヌ・アジェ回顧』展覧会カタログ所収、東京都写真美術館、1998年）
- 『パリ・ニューヨーク・東京』展（つくば写真美術館'85、1985年）カタログ所収の次の項目
  - パリ、肖像写真、ウジューヌ・アッジェ、時間を撮る、写真の新時代

## 企画にかかわった主な展覧会
- ウジェーヌ・アジェ回顧（東京都写真美術館、1998年）
- 「田原桂一 光の彫刻」展（東京都庭園美術館、2004年）